# 藤波 (上尾市)
藤波（ふじなみ）は、埼玉県上尾市の町名。現行行政地名は藤波一丁目〜四丁目。住居表示未実施地区。郵便番号は362-0061。
市の統計などでは大石地区で分類されている。

## 地理
埼玉県の中央地域（県央地域）で、上尾市北西部の大宮台地上や江川周辺の沖積平野に位置する。
町域の東側を泉台、東側から南側にかけてを中分、西側を桶川市川田谷、北側を桶川市上日出谷や上日出谷西と隣接する。町域の西端を江川が南北に流れ、上尾市と桶川市の市境を成している。また、町域の北端をさいたま鴻巣線が東西に通り、こちらも概ね桶川市の市境となっている。江川と交差する地点には滝の宮橋が架かる。
南に隣接する中分と並び、市内では最も起伏に富んだ地域のひとつで、江川沿いの沖積平野やその支流の小河川が造り出した多くの開析谷（谷津）が複雑に入り組んでいる。全域が市街化調整区域に位置し、全体的には台地上は主に耕作地などの農地が広がる農地的土地利用の比重が高い地区であるが、工場のほか幹線道路に近い北部に藤波団地と称する纏まった住宅地も見られる。舌状台地の谷沿いの低地では台地からの湧水を利用した金魚などの養魚場が一部で見られる。地区の西側の主に水田として利用している江川流域沿いの低地は、かつての荒沢沼で、荒川の遊水地的な湿地帯であった。地区の東側には上尾市で唯一となった赤松林を擁する大宮ゴルフコースが広がり、上尾市の中心地から続く市街地を隔てている。
地区内に縄文時代草創期の遺跡である藤波遺跡がある。また、縄文・弥生期の住居跡遺跡である後山遺跡（県遺跡番号：14-030）もある。

## 歴史
もとは江戸期より存在した武蔵国足立郡石戸領に属する藤波村であった。藤波村は藤浪村とも書かれた。かつての藤波村の上藤浪と称された場所に当たり、現在の中分は中藤浪、小泉は下藤浪と称されていた。正保〜元禄期頃までに藤波村、中分村、小泉村に分村して成立した。
藤波村は古くは中世末期の頃は藤波郷伊奈荘に属し、また一説には石戸郷に属していたと云われている。なお、1590年（天正18年）9月7日の『伊奈忠次知行書立』に「こいつみ」と共に「ふしなみ」の記述が見出せる。
村の規模はおよそ東西14町南北12町余で、戸数は化政期では55軒であった。村高は正保年間の『武蔵田園簿』では462石余（田190石余、畑271石余）、『元禄郷帳』および『天保郷帳』によると134石余であった。
飛地が中分村と畔吉村の間および中分村と小泉村の間および中分村のうちの大小三ヶ所（何れも小字原ヶ谷戸）存在した。また、中分の飛地（字冠）が藤波村のうちに存在した。地名については藤の木が並んで生えていた場所に因むものと云われている。
1875年（明治8年）の農業産物高は武蔵国郡村誌によると米56.44石、大麦138.12石、小麦120.2石、栗58.08石、甘藷276394斤、製茶180斤であった。
- はじめは旗本牧野氏の知行地[11][8]。
- 1650年（慶安3年）より分家の旗本牧野氏に分知され幕末に至る。なお検地は1620年（元和6年）および1667年（寛文7年）および1687年（貞享4年）に実施。また、新田を領し、その検地は1748年（寛延2年）に実施。
- 幕末の時点では足立郡小泉村であった。明治初年の『旧高旧領取調帳』の記載によると、旗本牧野綱太郎の知行であった[注釈 3][15]。
- 1868年（慶応4年）6月19日 - 武蔵知県事・山田政則（忍藩士）の管轄となる。
- 1869年（明治2年） 
  - 1月13日 - 武蔵知県事・宮原忠英の管轄区域に大宮県を設置、同県の管轄となる。県庁は東京府馬喰町に置かれる。
  - 9月29日 - 県庁が浦和に置かれ浦和県に改称。
- 1871年（明治4年）11月13日 - 第1次府県統合により埼玉県の管轄となる。
- 1872年（明治5年）3月 - 大区小区制施行により第18区に属す[16][17]。
- 1878年（明治11年）12月31日 - 地内の天神宮の社殿を焼失する[18]。1880年（明治13年）9月25日に再興する。
- 1879年（明治12年）3月17日 - 郡区町村編制法により成立した北足立郡に属す。郡役所は浦和宿に設置。
- 1884年（明治17年）7月14日 - 連合戸長役場制により成立した小泉村連合に属す。連合戸長役場は小泉村に設置[19]。
- 1889年（明治22年）4月1日 - 町村制施行に伴い、藤波村を含む区域をもって大石村が成立。藤波村は大石村の大字藤波となる[11]。
- 1923年（大正13年）7月15日 - 平方村の現、川越上尾線より北上し、大石村を経由して桶川町に至る地内（字原ヶ谷戸）の道路（桶川新道）を「平方桶川線」（路線番号226、現在の埼玉県道57号さいたま鴻巣線の前身）として県道に編入する[20]。
- 1955年（昭和30年）1月1日 - 町村合併促進法の施行に伴い、大石村が上尾町・平方町・原市町・上平村・大谷村と合併により新たな上尾町となったことに伴い[21]、上尾町の大字となる。
- 1958年（昭和33年）7月15日 - 上尾町が市制施行され[21]、上尾市の大字となる。
- 1960年（昭和35年）9月1日 - 地内（字原ヶ谷戸）を通る県道平方桶川線が県道66号井戸木中野林浦和線に改称される[22]。
- 1961年（昭和36年）11月1日 - 藤波926番地[23]に「大宮ゴルフコース」が造成され、仮オープンする[10]。
- 1969年（昭和44年）11月15日 - 「藤波のささら獅子舞 」が市の無形民俗文化財に指定される[24]。
- 1972年（昭和47年）12月26日 - 鴨川土地区画整理事業の都市計画決定[25]。
- 1975年（昭和50年）5月 - 地内に「市立つくし学園」が開園する[26]。
- 1978年（昭和53年）4月 - 地内に「カオル幼稚園」が創立する[27]。
- 1979年（昭和54年）
  - 4月1日 - 土地改良により上尾市と桶川市との境界変更を実施[28][29]、大字藤波の一部を桶川市に編入し、桶川市大字川田谷字地神の一部[8]を上尾市に編入する。
  - 5月 - 地内に福祉作業所「ふじ学園」が開園する[26]。
- 1982年（昭和57年）3月31日 - 「藤波の餅つき踊り」が市の無形民俗文化財に指定される[30]。
- 1985年（昭和60年）10月2日 - 鴨川土地区画整理事業の完成により地番変更を実施、大字藤波字塩屋の一部が泉台三丁目の一部となる[31][8]。
- 1987年（昭和62年）10月1日 - 土地改良により上尾市と桶川市との境界変更を実施、大字藤波字塩屋の一部[注釈 4]を桶川市に編入し、桶川市大字下日出谷字東の一部[注釈 5]およびその周囲の道路用地を上尾市に編入する[32][33][28]。
- 1989年（平成元年）9月9日 - 地番変更を実施、大字藤波、および中分、領家の各一部から藤波一〜四丁目が成立する[8]。また、大字藤波字原ヶ谷戸および字在家および字天神の各一部が中分二〜四・六丁目の一部となる[8]。これにより大字藤波はほぼ消滅する[注釈 6]。また「大宮ゴルフコース」（クラブハウス）の所在地が中分六丁目となり、大字藤波から外れる。
- 2009年（平成21年）12月16日 - 「藤波の大山灯籠行事」が市の無形民俗文化財に指定される[35]。
- 2023年（令和5年）4月1日 - 地内の上尾市児童発達支援センターつくし学園が、壱丁目東に立地する子ども・子育て支援複合施設（AGECOCO）に移転する。

### 存在していた小字
- 在家[8][36][注釈 7]
- 塩屋[注釈 8]
- 天神前
- 天神[注釈 9]
- 原ヶ谷戸

## 世帯数と人口
2019年（平成31年）1月1日現在（上尾市発表）の世帯数と人口は以下の通りである。
| 丁目       | 世帯数  | 人口    |
| ---------- | ------- | ------- |
| 藤波一丁目 | 96世帯  | 251人   |
| 藤波二丁目 | 232世帯 | 565人   |
| 藤波三丁目 | 148世帯 | 387人   |
| 藤波四丁目 | 33世帯  | 84人    |
| 計         | 509世帯 | 1,287人 |

## 小・中学校の学区
市立小・中学校に通う場合、学区（校区）は以下の通りとなる。
| 丁目       | 番地 | 小学校             | 中学校             |
| ---------- | ---- | ------------------ | ------------------ |
| 藤波一丁目 | 全域 | 上尾市立大石小学校 | 上尾市立大石中学校 |
| 藤波二丁目 | 全域 | 上尾市立大石小学校 | 上尾市立大石中学校 |
| 藤波三丁目 | 全域 | 上尾市立大石小学校 | 上尾市立大石中学校 |
| 藤波四丁目 | 全域 | 上尾市立大石小学校 | 上尾市立大石中学校 |

## 事業所
2021年（令和3年）現在の経済センサス調査による事業所数と従業員数は以下の通りである。
| 丁目       | 事業所数 | 従業員数 |
| ---------- | -------- | -------- |
| 藤波一丁目 | 16事業所 | 174人    |
| 藤波二丁目 | 11事業所 | 107人    |
| 藤波三丁目 | 32事業所 | 477人    |
| 藤波四丁目 | 5事業所  | 86人     |
| 計         | 64事業所 | 844人    |

## 交通
地区内に鉄道は敷設されていない。最寄り駅はJR東日本高崎線桶川駅である。公共交通の便が悪く、上尾では最も辺鄙な場所のひとつである。

### 道路
- 埼玉県道57号さいたま鴻巣線 - 旧県道66号井戸木中野林浦和線
- 市道1055号[7] - 小泉交差点の奥でさいたま鴻巣線より分岐し、藤波公民館前を経由して藤波交差点に至る事実上のさいたま鴻巣線のバイパスとなる道路。

### バス
地区内には路線バスが無く、コミュニティバスのみが運行がされている。
上尾市コミュニティバス「ぐるっとくん」
- 大石桶川線

地区内は「藤波一丁目」、「藤波四丁目」、「藤波三丁目」、「藤波二丁目」、「藤波団地」、「ふじ学園入口」、「藤波公民館」バス停留所が設置されている。上尾駅西口より1日3往復の運行。途中、北上尾駅西口や桶川駅西口も経由する。
桶川市コミュニティバス「べにばなGO」
- 西10・11・12系統

地区の境界線上（さいたま鴻巣線）に「サン・アリーナ入口」バス停留所が設置されている。こちらは桶川駅西口より1日15往復運行されており「ぐるっとくん」と比べて本数が多い。

## 地域

### 町内会
- 藤波区[40]

### 祭事
- 藤波の大山灯籠行事[35] - 市指定無形民俗文化財
- 藤波の餅つき踊り[30] - 市指定無形民俗文化財
- 藤波のささら獅子舞[24] - 市指定無形民俗文化財

### 寺社
かつては地内に浅間社なども存在した。旧大石村で村内にある神社の合祀が1907年（明治40年）に行われたが藤波は畔吉とともに合祀対象から外れている。なお、合祀先は小泉の氷川神社で、合祀後は八合神社に改称された。
- 臨済宗密厳院[43] - 戦国前期建立
- 薬師寺
- 天神宮 - 氷川天神八幡合社[11]や天神氷川八幡合社[35]とも。平方八枝神社の兼務社[18]。境内に「浅間社」、「三峯社」、「稲荷社」が鎮座する。藤波地区の祭事が行なわれる。

### 施設など
地内に指定緊急避難場所は存在しない。
- 藤波公民館
- カオル幼稚園
- ふじ学園 - 障害福祉施設
- 上尾霊園
- 藤波団地[7]（住宅地）
- 上尾市児童発達支援センターつくし学園児童養護施設 - 移転

※ 「藤波・中分ふるさとの緑の景観地」は全域が中分に所在する。